# قرارداد خرید و فروش ۱۹۷۳

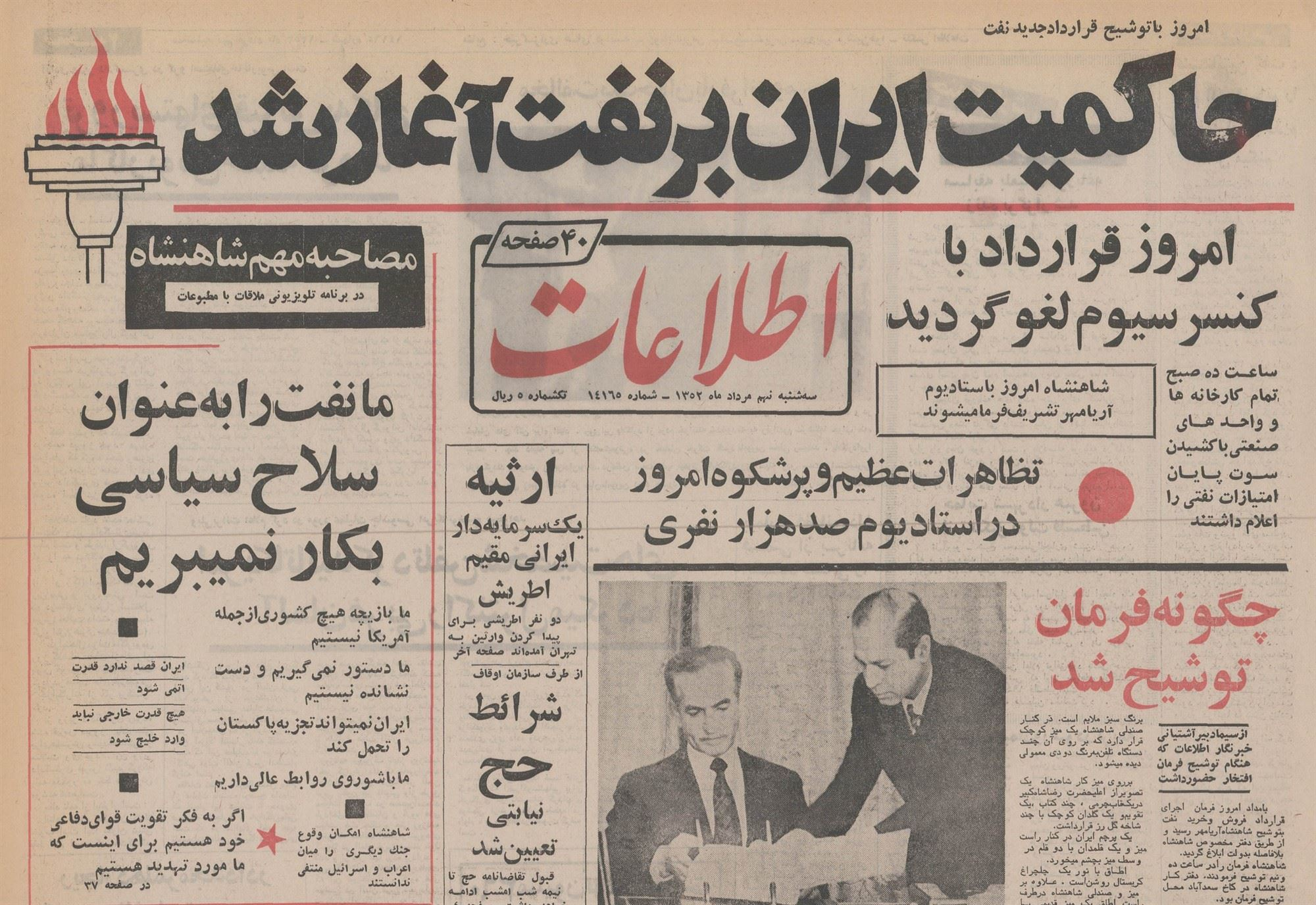
روزنامهٔ اطلاعات ۹ مرداد ۱۳۵۲ (‏۳۱ ژوئیهٔ ۱۹۷۳‏)

قرارداد خرید و فروش ۱۹۷۳ (انگلیسی: 1973 Sale and Purchase Agreement) یا قانون قرارداد الحاقی دوم به قرارداد شرکت ملی نفت ایران و شرکت آجیپ‌مینراریا یک قرارداد ۲۰ ساله تحت فشار محمدرضاشاه بر روی کنسرسیوم نفتی بود که قرارداد کنسرسیوم ۱۳۳۳ را باطل کرد و شرکت ملی نفت ایران را تحت کنترل کامل نفت ایران قرار داد و ذخایر نفت کشور را ملی کرد. در سال ۱۹۷۵، شرکت‌های نفتی غربی از این توافق شکایت کردند و خواستار مذاکره مجدد شدند که اولین بار در تاریخ بود که شرکت‌های نفتی به جای کشورهای تولیدکننده نفت به دنبال مذاکره برای یک قرارداد نفتی بودند.
بر اساس این قرارداد که تاریخ اجرای آن ۳۰ اسفند ۱۳۵۲ تعیین شده بود و مدت آن بیست سال بود، شرکت ملی نفت ایران علاوه بر مالکیت مطلق تأسیسات و ذخایر نفتی، کنترل کامل عملیات صنعت نفت را در اختیار داشت. حوزه قرارداد شامل اکتشاف، توسعه، سرمایه گذاری، تولید، پالایش و حمل و نقل نفت خام، گاز و فرآورده های نفتی و کنسرسیوم صرفاً خریداران نفت و مشتریان ممتاز شرکت ملی نفت شد.

## پیش زمینه
شاه آرزوی «تمدن بزرگ پارسی» داشت که در آن ایران روزی به بزرگ‌ترین تولیدکننده نفت در جهان تبدیل شود. او از توسعه ایران استفاده کرد تا خود را به عنوان یک مرد قدرتمند در سراسر خاورمیانه و خلیج فارس تثبیت کند و یک الیگارشی نفتی ایجاد کند که قیمت نفت را کنترل کند. در دهه ۱۳۴۰، شاه تشکیل و سازماندهی کشورهای بزرگ صادرکننده نفت را آغاز کرد که به سازمان کشورهای صادرکننده نفت (اوپک) معروف شدند. شاه همچنین به دنبال فسخ قرارداد کنسرسیوم ۱۳۳۳ بود که با قرارداد خرید و فروش ۱۳۵۲ نهایی شد.
دکتر پرویز مینا، مدیر وقت امور بین‌الملل شرکت ملی نفت ایران، یکی از برجسته‌ترین کارشناسان امور بین‌الملل نفت در ایران، در کتاب خود با عنوان «تحول صنعت نفت ایران: نگاه به درون." می نویسد:
«در اوایل دهه ۱۹۷۰، ایران و شخص شاه رسماً به کنسرسیوم اولتیماتوم دادند و گفتند که اگر از بازنگری مفاد قرارداد ۱۹۵۴ و امضای قرارداد جدید خودداری کنند، قرارداد کنسرسیوم در پایان این معاهده فسخ خواهد شد. دکتر مینا در کتاب خود می‌نویسد: در پی این هشدار، نمایندگان شرکت‌های عضو کنسرسیوم کاملاً از مواضع ملی ایران آگاه شدند. شرکت نفت در مورد شرایط و ضوابط مورد بازنگری، چندین بار در زمستان ۱۹۷۲ در سنت موریس به دیدار شاه رفت و در آخرین جلسه، عهدنامه ای حاوی شرایط و ضوابط را به شاه تقدیم کرد که به نام سنت موریس معروف است. سند موریس: پس از بازگشت شاه به ایران، مذاکرات شرکت ملی نفت و نمایندگان کنسرسیوم برای تنظیم قرارداد جدید از اوایل سال ۱۳۵۲ آغاز شد و در آن زمان ریاست هیئت نمایندگی شرکت ملی نفت به من محول شد. مذاکرات با کنسرسیوم دکتر رضا فلاح نیز به عنوان ناظر در این مذاکرات شرکت داشت. این مذاکرات چند ماه به طول انجامید و قرارداد جدیدی به نام قرارداد خرید و فروش در ۱۰ خرداد ۱۳۵۲ امضا شد و پس از تصویب دو نهاد قانونگذاری (مجلس و سنای ایران) در تاریخ ۳۱ خرداد ۱۳۵۲ (۳۱ جولای ۱۹۷۳) به قانون تبدیل شد.

## همچنین بخوانید
- قانون قرارداد الحاقی دوم به قرارداد شرکت ملی نفت ایران و شرکت آجیپ‌مینراریا